# Le Pallet
Le Pallet település Franciaországban, Loire-Atlantique megyében. Lakosainak száma 3374 fő (2022. január 1.). Le Pallet La Chapelle-Heulin, Gorges, La Haie-Fouassière, Maisdon-sur-Sèvre, Monnières, Mouzillon és Vallet községekkel határos.

## Népesség
A település népességének változása:
| Lakosok száma | 1442 | 1857 | 2070 | 2577 | 3189 | 3234 | 3239 | 3257 | 3305 | 3374 |
|               | 1968 | 1982 | 1990 | 2006 | 2013 | 2015 | 2017 | 2019 | 2020 | 2022 |